# Anka Petričević
Anka Petričević (Lovreć, 2. siječnja 1930. – Split, 23. srpnja 2023.), poznata i kao Sestra Marija od Presvetoga Srca, hrvatska katolička redovnica klarisa, književnica i prevoditeljica. Napisala je oko 80 knjiga, a urednica je oko 140 naslova.

## Životopis

### Rane godine i obrazovanje
Rođena je 2. siječnja 1930. u Lovreću u Imotskoj krajini. Za vrijeme studiranja u Zagrebu, na Filozofskom fakultetu, početkom 1950-ih godina, družila se sa zagrebačkim književnim krugom, među kojima ju je posebno cijenio Tin Ujević. Diplomirala je na Filozofskom fakultetu 1955. godine. 

### Karijera
Nakon studija odlučila je postati časnom sestrom. Bila je perspektivna mlada profesorica francuskoga jezika s ponudom nastavka poslijediplomskih studija u Parizu, ali i s napisanom knjigom pjesama pa je njena odluka, da se zaredi bila veliko iznenađenje. Studirala je i diplomirala na Filozofsko-teološkom institutu Družbe Isusove u Zagrebu te ušla u redovničku zajednicu sestara klarisa u strogoj klauzuri Samostana sv. Klare u Splitu.
Utemeljiteljica je 1975. i urednica biblioteke asketsko-mističnih djela Symposion. Uredila je 140 naslova, a sama je objavila 80 knjiga duhovne poezije, proze, eseja i teoloških rasprava. Zastupljena je u mnogobrojnim antologijama hrvatskog pjesništva. Neke od njezinih zbirki poezije su: ‘Stazama ljubavi’, ‘Nedopjevana pjesma’, ‘Otkupiteljeva ljubav’, ‘Molitve srca’, ‘Zov vječnih vrhunaca’, ‘Vječni izvor života’ i dr. Prevodila je teološke knjige s francuskog jezika.
Članica je Društva hrvatskih književnika.
Višestruko je nagrađivana pjesnikinja, između ostalog i odličjem predsjednika Tuđmana "Danica Hrvatska s likom Marka Marulića". U jubilarnoj 1995. godini otvorenja proslave 1700. obljetnice grada Splita, primila je nagradu Grada. Hrvatska akademija znanosti i umjetnosti 2010. godine dodijelila joj je nagradu za poeziju (zaklada Dragutin Tadijanović). Dobitnica je nagrade A. B. Šimića za poeziju, Društva hrvatskih književnika Herceg Bosne. Na Danima pjesničkih susreta Dobro jutro more, 2016. godine dodijeljena joj je nagrada Društva hrvatskih književnika.
Bavi se i slikarstvom te je imala nekoliko samostalnih izložbi. 

## Vanjske poveznice
| Portal:Kršćanstvo | Portal: Kršćanstvo |

|  | Wikizvor ima izvorni tekst Autor: Anka Petričević |